# Lentz
Lentz ist ein Familienname, der im deutschsprachigen Raum als Kurzform von Laurentius entstanden ist.

## Namensträger
- August Lentz (Philologe) (1820–1868), deutscher Klassischer Philologe
- August Carl Libert Lentz (1827–1898), deutscher Maler
- Baptist Lentz (1887–1968), deutscher Jurist
- Bernhard Hugo Lentz (1828–1903), Wasserbauingenieur und Leiter der Hafenbauverwaltung im Amt Ritzebüttel
- Bettina Lentz (* 1962), deutsche Politikerin
- Carola Lentz (* 1954), deutsche Ethnologin
- Daniel Lentz (* 1941/2), US-amerikanischer Komponist
- Ferdinand Lentz (1819–1898), deutscher Landwirt, Fabrikant und Parlamentarier
- Friedrich Lentz (1769–1854), deutscher Kanzleidirektor in Oldenburg
- Georg Lentz (1928–2009), deutscher Schriftsteller und Verleger
- Georges Lentz (* 1965), luxemburgischer Komponist
- Hanno Lentz (* 1965), deutscher Kameramann
- Hans Lentz (Politiker) (1868–1932), deutscher Zimmermannmeister und Politiker
- Hans Lentz (Verwaltungsjurist) (1868–1946), deutscher Verwaltungsjurist, Landrat
- Heinrich Lentz (1757–1823), deutscher Konsistorialrat
- Herbert Lentz (1919–1985), deutscher Maler und Illustrator
- Hubert Lentz (1927–2014), deutscher Beamter
- Hugo Lentz (1859–1944), österreichischer Dampfmaschineningenieur
- Irene Lentz (1900–1962), US-amerikanische Kostümbildnerin
- Johann Caspar Lentz (1630–1667), brandenburgisch-Ansbacher Rat, Bürgermeister und Schriftsteller
- John J. Lentz (1856–1931), US-amerikanischer Politiker (Ohio)
- Jörg Lentz (* 1959), deutscher Fußballspieler
- Leary Lentz (* 1945), US-amerikanischer Basketballspieler
- Leonhard Lentz (1813–1887), deutscher Philologe und Gymnasiallehrer
- Ludwig Carl Lentz (1807–1895), deutscher Pfarrer und Lieddichter
- Marcelle Lentz-Cornette (1927–2008), luxemburgische Politikerin (CSV)
- Matt Lentz (* 1982), US-amerikanischer Footballspieler
- Michael Lentz (Drehbuchautor) (1926–2001), deutscher Drehbuchautor, Schauspieler und Regisseur
- Michael Lentz (* 1964), deutscher Schriftsteller
- Michel Lentz (1820–1893), luxemburgischer Dichter
- Monne Lentz (* 1987), deutsche Politikerin
- Oliver Lentz (* 1962), deutscher Schauspieler und Aufnahmeleiter
- Otto Lentz (1873–1952), deutscher Hygieniker und Bakteriologe
- Owen Lentz (* 1980), US-amerikanischer Rugby-Union-Spieler
- Perry Lentz (* 1943), US-amerikanischer Literaturwissenschaftler
- Rüdiger Lentz (* 1947), ehemaliger deutscher Offizier und Journalist; seit 2013 Direktor des Aspen Institute Deutschland in Berlin
- Sebastian Lentz (* 1957), deutscher Geograph
- Stanisław Lentz (1861–1920), polnischer Maler und Zeichner
- Stephen Carl Lentz (* 1978), US-amerikanischer Pastor von Hillsong Church
- Thierry Lentz (* 1959), französischer Historiker
- Waldemar Lentz (1909–1985), deutscher Journalist, Botschaftsmitarbeiter, RSHA-Ermittlergruppe
- Werner August Friedrich Lentz (1817–1893), deutscher Jurist
- Wolfgang Lentz (Iranist) (1900–1986), deutscher Iranist und Hochschullehrer
- Wolfgang Lentz (Mediziner) (1916–1995), deutscher Chirurg und Hochschullehrer

## Sonstiges
- Lentz Buttress, Felsenkliff im Marie-Byrd-Land, Antarktika